# Mirzamys
A Mirzamys az emlősök (Mammalia) osztályának rágcsálók (Rodentia) rendjébe, ezen belül az egérfélék (Muridae) családjába tartozó nem.

## Rendszerezés
A nembe az alábbi 2 faj tartozik:
- Mirzamys louiseae Helgen & Helgen, 2009 - típusfaj
- Mirzamys norahae Helgen & Helgen, 2009